# 柳塔里夫卡
49°44′21″N 26°35′39″E / 49.73917°N 26.59417°E
柳塔里夫卡（烏克蘭語：Лютарівка）是位於烏克蘭西部的村莊，由赫梅利尼茨基州裡赫梅利尼茨基區的泰奧菲波爾市鎮負責管轄。該村始建於1599年，面積1.41平方公里，海拔高度303米，2001年人口421，人口密度每平方公里298人。